# Stuttgarts stadsbana
Stuttgarts stadsbana (tyska: Stadtbahn Stuttgart) är sedan 1985 en del av Stuttgarts kollektivtrafik. Stadsbanan är en vidareutveckling av det tidigare meterspåriga spårvägsnätet som från 1960-talet stegvis byggdes om och blev underjordiskt i centrala Stuttgart för att likt på andra ställen i Västtyskland ge större utrymme i gaturummet för privatbilister.
Från 1985 infördes normalspåriga höggolvsfordon och fram till 2010 då den sista meterspåriga linjen lades ned var stora delar av nätet utrustat med treskensspår för att möjliggöra trafik med både smalspåriga och normalspåriga fordon på gemensamma sträckor.
Trots att det rör sig om en snabbspårväg som innehåller både gatutrafik och plankorsningar används symbolen för tunnelbana i Tyskland, med ett U, för stationerna.

## Historik
Stuttgarts stadsbana skapades ur spårvägsnätet som under många år var typiskt för Stuttgarts innerstad. 1961 beslöt stads fullmäktige att den lokala spårtrafiken i innerstaden skulle förläggas under jord och att skilja det från övrig vägtrafik i stor utsträckning. Charlottenplatz blev 1966 den första underjordiska hållplatsen. 1972 stod tunneln mellan Neckartor och Marienplatz klar. Under samma period diskuterades en övergång till ett rent tunnelbanesystem helt utan plankorsningar. 1976 beslöts det att istället satsa på en stegvis utbyggnad av en normalspårig stadsbana.
Fram tills idag har man byggt ytterligare elva tunnlar. Idag går 25 kilometer av systemet under jord. Det är byggt för att kunna byggas om till en fullvärdig tunnelbana.
Arnulf Klett arbetade med att förbättra kollektivtrafiken och det var på hans initiativ som stora delar av dagens Stadtbahn skapades. När Stuttgart Hauptbahnhof byggdes samman med den underjordiska spårvagnsstationen och S-Bahnstationen fick den nya platsen sitt namn efter Klett 1976.

## Linjer
| Linje | Rutt | Stationer | Restid (minuter) |
| ----- | --- | --------- | ---------------- |
| U1    | Fellbach Lutherkirche – Bad Cannstatt – Charlottenplatz – Marienplatz – Heslach – Vaihingen | 34        | 46               |
| U2    | Neugereut – Bad Cannstatt – Rotebühlplatz – Vogelsang – Botnang | 27        | 36               |
| U3    | Plieningen – Möhringen – Vaihingen | 11        | 13               |
| U4    | Untertürkheim – Ostendplatz – Neckartor – Charlottenplatz – Rotebühlplatz – Hölderlinplatz | 13        | 16               |
| U5    | Killesberg – Hauptbahnhof – Charlottenplatz – Degerloch – Möhringen – Leinfelden | 22        | 29               |
| U6    | Gerlingen – Giebel – Feuerbach – Pragsattel – Hauptbahnhof – Charlottenplatz – Degerloch – Möhringen – Fasanenhof                                                                                           | 40        | 52               |
| U7    | Mönchfeld – Zuffenhausen – Pragsattel – Hauptbahnhof – Charlottenplatz – Ruhbank (Fernsehturm) – Heumaden – Ostfildern                                                                                      | 36        | 50               |
| U8    | Vaihingen – Möhringen – Degerloch – Ruhbank (Fernsehturm) – Heumaden – Ostfildern (Endast vardagar mellan 06:00 och 20:00.)                                                                                 | 26        | 33               |
| U9    | Hedelfingen – Raitelsberg – charlottenplatz – Vogelsang [– Botnang] (Trafik till Botnang endast i rusningstrafik under skoldagar.)                                                                          | 22 [28]   | 29 [35]          |
| U11   | Hauptbahnhof – Rotebühlplatz – Charlottenplatz – Cannstatter Wasen / Neckarpark (Stadion) (Endast under Volksfest eller andra evenemang.) (Stannar inte vid Berliner Platz (Hohe Str.) samt Staatsgalerie.) | 12/13     | 17               |
| U12   | Remseck – Hallschlag – Löwentor – Nordbahnhof – Hauptbahnhof – Charlottenplatz – Degerloch – Möhringen – Dürrlewang                                                                                         | 27        | 38               |
| U13   | [Giebel –] Feuerbach – Pragsattel – Löwentor – Bad Cannstatt – Untertürkheim – Hedelfingen (Trafik till Giebel endast i rusningstrafik under skoldagar.)                                                    | 23 [30]   | 35 [43]          |
| U14   | Remseck – Mühlhausen – Münster – Wilhelma – Hauptbahnhof | 33        | 47               |
| U15   | Stammheim – Zuffenhausen – Pragsattel – Hauptbahnhof – Charlottenplatz – Eugensplatz – Ruhbank (Fernsehturm) [– Heumaden] (Trafik till Heumaden endast under rusningstrafik under skoldagar.)               | 27 [32]   | 37 [45]          |
| U17   | Degerloch Albstraße – Hauptbahnhof – Killesberg | 12        | 17               |
| U19   | Neugereut – Bad Cannstatt – Neckarpark (Stadion) | 9         | 20               |

## Galleri

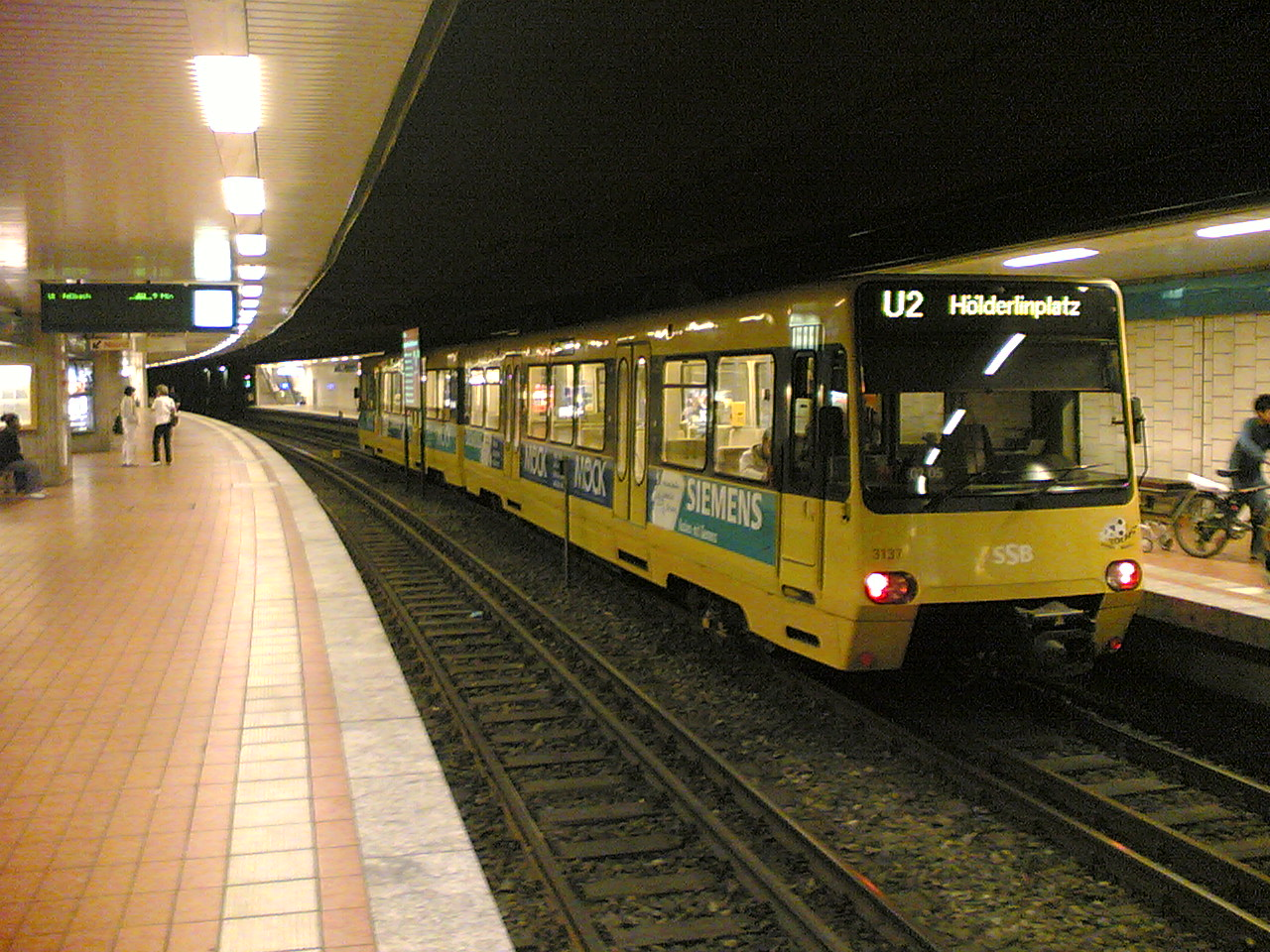
Tåg på linje U2 vid underjordiska stationen Rathaus.
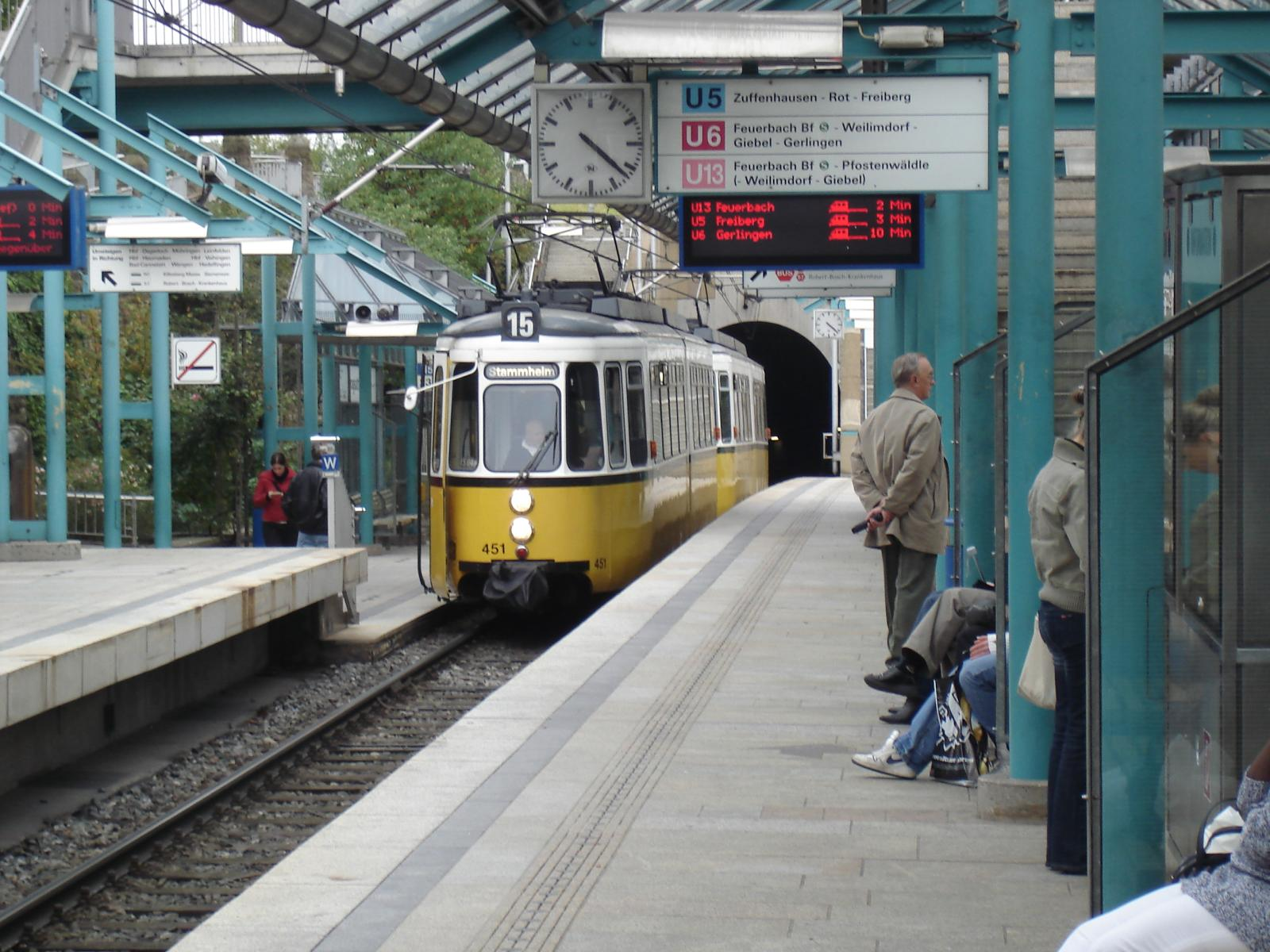
Meterspårig spårvagn på linje 15 innan konverteringen till U15 ägde rum under 2010.
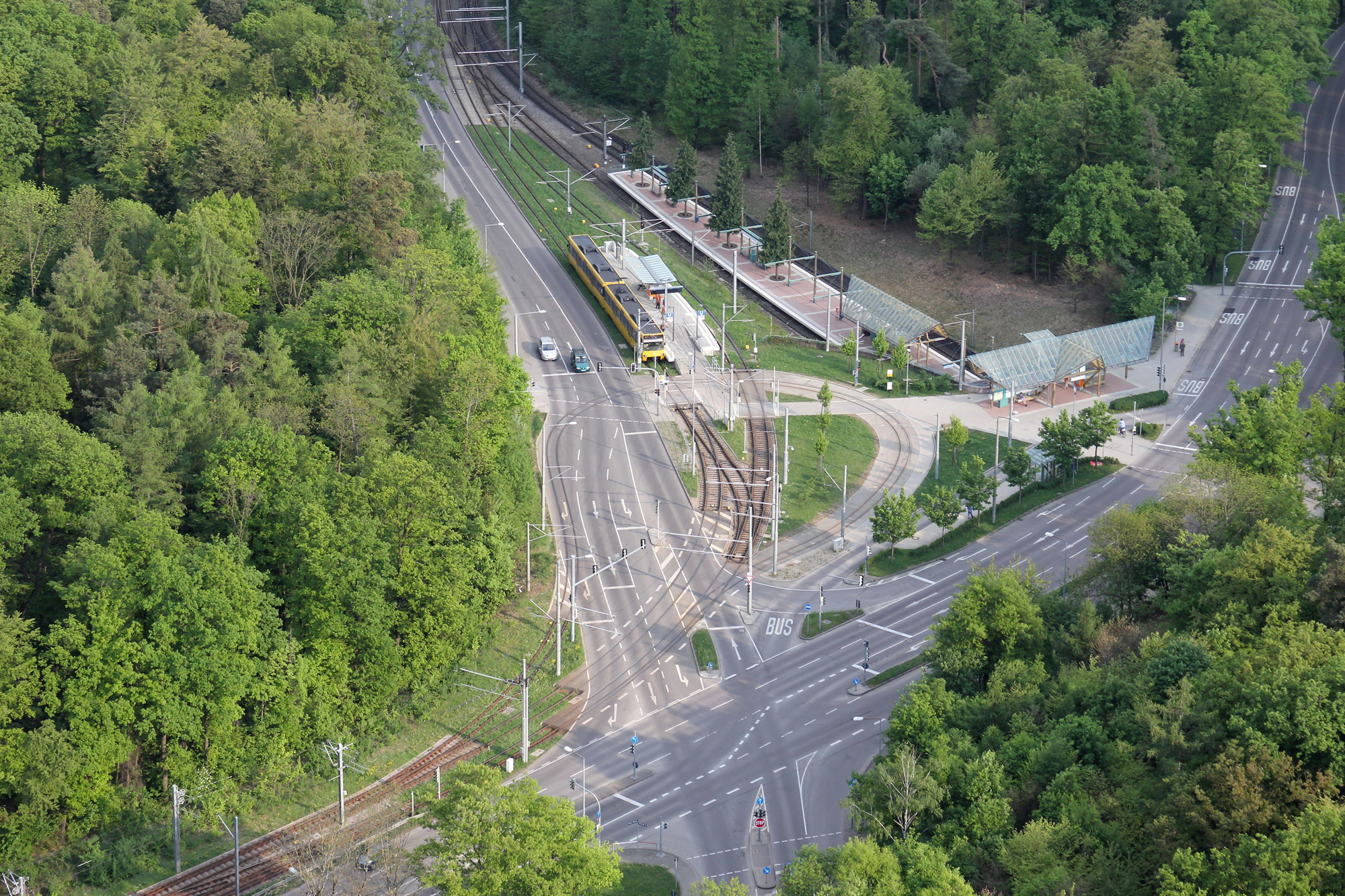
Station och hållplatser i två spårvidder vid Fernsehturm Stuttgart.